# Kalin (priimek)
Kalin je priimek v Sloveniji, ki ga je po podatkih Statističnega urada Republike Slovenije na dan 1. januarja 2010 uporabljalo 233 oseb.

## Znani nosilci priimka
- Boris Kalin (1905–1975), kipar, profesor ALU, akademik
- Franc Dominik Kalin (1624–1683), polihistor, risar, bakrorezec, glasbenik
- Jan(ic)a Kalin (*1965), pedagoginja didaktičarka, univ. profesorica
- Mark Kalin, IT-podjetnik, menedžer
- Mirjam Kalin (*1966), pevka altistka
- Mitjan Kalin (*1967), strojnik, univ. profesor
- Monika Kalin Golob (*1968), slovenistka (stilistika), univ. profesorica
- Nives Kalin Vehovar (1932–2007), arhitektka in oblikovalka
- Peter Kalin (*1982), nogometaš
- Špela Kalin (por. Mächtig) (194?–1968), arhitektka, oblikovalka
- Tomaž Kalin (*1936), fizik, informatik, direktor IJS
- Zdenko Kalin (1911—1990), kipar, profesor ALU, akademik

### Tuji nosilci priimka
- Boris Kalin (1930—2023), hrvaški filozof, metodik, univ. profesor